# カツペル・コズウォフスキ
- カツペル・コズラウスキ
- カツペル・コズラウスキー

カツペル・コズウォフスキ（ポーランド語: Kacper Szymon Kozłowski, 2003年10月16日 - ）は、ポーランド・西ポモージェ県コシャリン出身のサッカー選手。ガズィアンテプFK所属。ポーランド代表。ポジションはMF。

## クラブ経歴
2016年にMKSポゴニ・シュチェチンのユースアカデミーに入所。2018年にチームIIに昇格。翌2019年5月に15歳でトップチームに昇格。8月26日のヴィスワ・プウォツク戦でプロデビュー。2019-20シーズンはリーグ戦3試合に出場。2020-21シーズンよりトップチームに定着し、リーグ戦20試合に出場。2021年4月17日のTSポドベスキジェ・ビェルスコ＝ビャワ戦でプロ初ゴールを決めた。
2022年1月5日、ブライトン・アンド・ホーヴ・アルビオンFCと契約し、提携チームにあたるロイヤル・ユニオン・サン＝ジロワーズに2021-22シーズン終了までのローン移籍で加入したことが発表された。
2024年7月19日、ガズィアンテプFKに移籍した。

## 代表経歴
2017年より各ユース世代のポーランド代表に随時招集。2021年3月には、2022 FIFAワールドカップ・ヨーロッパ予選のフル代表に17歳で初招集。29日のアンドラ戦に後半28分に交代で起用され、フル代表デビュー。更に5月にはUEFA EURO 2020の代表メンバーにも選出。6月19日のグループリーグのスペイン戦で、後半10分にマテウシュ・クリヒとの交代で起用され、同大会でジュード・ベリンガムが樹立した17歳346日でのUEFA欧州選手権史上最年少初出場を更に更新する17歳246日での大会初出場を樹立。試合はロベルト・レヴァンドフスキの同点弾で1-1で終了した。